# Scotoecus pallidus
Scotoecus pallidus és una espècie de ratpenat que viu a Bangladesh, l'Índia i el Pakistan.
Està amenaçada d'extinció per la pèrdua del seu hàbitat natural.